# Holcus hybridus
Holcus hybridus är en gräsart som beskrevs av Wein. Holcus hybridus ingår i släktet mjuktåtlar, och familjen gräs. Inga underarter finns listade i Catalogue of Life.